# Сарысай (Хромтауский район)
Сарысай (каз. Сарысай) — село в Хромтауском районе Актюбинской области Казахстана. Административный центр Кызылсуского сельского округа. Код КАТО — 156045100.

## Население
В 1999 году население села составляло 769 человек (363 мужчины и 406 женщин). По данным переписи 2009 года, в селе проживало 437 человек (228 мужчин и 209 женщин).